# Zamach w Londynie (marzec 2017)
Zamach w Londynie – akt terrorystyczny, który miał miejsce 22 marca 2017 na terenie Mostu Westminsterskiego w Londynie, w pobliżu brytyjskiego parlamentu.

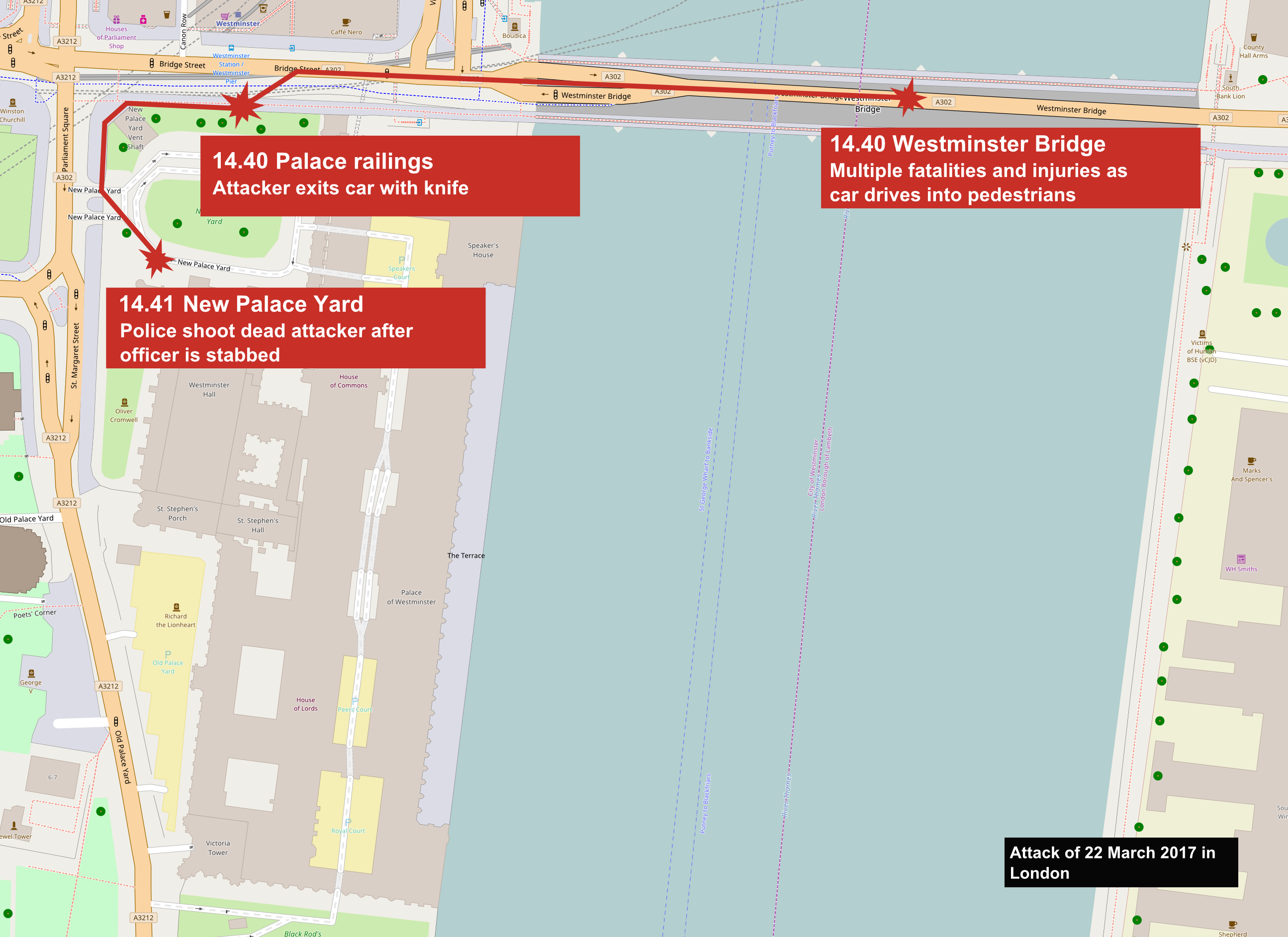
Schemat przebiegu zamachu

## Przebieg
Do zdarzenia doszło na Moście Westminsterskim w centrum miasta, w pobliżu brytyjskiego parlamentu. Napastnik wjechał samochodem w tłum ludzi, po czym wysiadł z samochodu i rzucił się z nożem na policjantów. W zdarzeniu zginęło 6 osób, a 49 odniosło obrażenia. Wśród ofiar śmiertelnych było dwóch przechodniów, funkcjonariusz policji i napastnik. Państwo Islamskie wydało oświadczenie, w którym przypisało sobie atak, jednak według dochodzenia przeprowadzonego przez brytyjską policję Khalid nie miał powiązań z ugrupowaniami terrorystycznymi.